# Goshūshō-sama Ninomiya-kun
Goshūshō-sama Ninomiya-kun (ご愁傷さま二ノ宮くん lit. Nuestras condolencias, Ninomiya-kun?) es una serie de novelas ligeras japonesas escritas por Daisuke Suzuki e ilustradas por Kyōrin Takanae. La novela comenzó a distribuirse en la revista mensual Dragon Magazine en abril de 2005, publicada por Fujimi Shobo. Una adaptación a manga fue distribuida en la revista mensual de manga Dragon Age. Una adaptación a anime, hecha por  AIC Spirits, fue estrenada el 4 de octubre de 2007.

## Argumento
Shungo es un estudiante de secundaria, vive en una mansión. Un día, su hermana Ryoko le envía a Mayu y Mikihiro, para vivir con él y así Mayu pueda superar su problema. El problema de Mayu es que es androfóbica, Ryoko usa varios métodos para curar su enfermedad utilizando a Shungo, como hacer que compartan la misma habitación, se bañen juntos, e incluso duerman en la misma cama. Todo empeora cuando Reika Hōjō, la presidenta del consejo estudiantil, termina de alguna manera siendo su criada.

## Media

### Novela ligera
La serie comenzó como una novela ligera originalmente publicada en la revista mensual de novela ligera Dragon Magazine en abril de 2005, por Fujimi Shobo. En septiembre de 2008, diez volúmenes normales con el título Goshūshō-sama Ninomiya-kun, y seis volúmenes más pequeños con el título Oainiku-sama Ninomiya-kun, fueron publicados. Las novelas están escritas por Daisuke Suzuki e ilustradas por Kyorin Takanae. La serie ganó el segundo lugar en el Fujimi Shobo's Long Fantasy Novel Contest.

### Radionovela
Ha habido dos radionovelas de la serie. La primera contiene cinco emisiones, transmitidas entre el 25 de junio de 2006 y 23 de julio de 2006. Estas emisiones fueron posteriormente compiladas en un CD drama en diciembre de 2006. La segunda comenzó el 7 de octubre de 2007, en la misma estación. Las voces de la segunda radionovela son de los mismos seiyū de la versión en anime, pero las voces en la primera emisión fueron hechas por otros actores.

### Manga
La adaptación a manga fue ilustrada por Haiji Suzuro y Reiji Hamada, y comenzó a distribuirse a través de la revista mensual de manga Dragon Age en 2007. El primer volumen normal fue publicado en octubre de 2007, y el segundo en enero de 2008.

### Anime
La adaptación a anime fue hecha por el estudio de animación AIC Spirits, y fue estrenada el 4 de octubre de 2007, terminando el 20 de diciembre de 2007 con doce episodios. El anime fue licenciado para su emisión en inglés por Kadokawa EE.UU. El tema de apertura es "Yubikiri" (ユビキリ?) y el tema final es "Furé Furé Pon Pon!" (ふれ ふれ っぽ ん ぽん!?); ambas canciones son cantadas en duetos con Mai Kadowaki y Miyuki Sawashiro, seiyūs de Mayu y Reika, respectivamente.